# Sint-Guido (metrostation)
Sint-Guido (Frans: Saint-Guidon) is een station van de Brusselse metro gelegen in de gemeente Anderlecht.

## Geschiedenis
Station Sint-Guido (oorspronkelijk geplande naam Dapperheid/Vaillance) werd geopend op 6 oktober 1982 en was op dat moment het eindpunt van de zuidwestelijke tak van metrolijn 1B. Een kleine drie jaar later, op 5 juli 1985, werd deze lijn met één station verlengd tot Veeweide. Sinds de herstructurering van het Brusselse metronet in april 2009 is station Sint-Guido onderdeel van lijn 5.
Op niveau -2 is een tweede metrostation aanwezig dat nooit in gebruik is genomen. Oorspronkelijk was dat station voorzien als het eindpunt van metrolijn 2. Tegen de voltooiing van station Sint-Guido was de geplande route van lijn 2 echter herzien en bleef dit station achter zonder functie.

## Situering
Het station ligt het historische centrum van de gemeente Anderlecht en bevindt zich nabij het Dapperheidsplein en de Sint-Pieter-en-Sint-Guidokerk. Ter hoogte van de metrouitgang is aansluiting voorzien met tramlijn 81 en verschillende MIVB- en De Lijn bussen.

## Kunst
De perrons liggen direct onder het straatniveau op niveau -1 en krijgen daglicht door een koepel in de erboven gelegen stationshal. Op een cirkelvormige cabine in deze hal zijn in de rondte 42 panelen van Frans Minnaert gehangen. De bas-reliëfs van tinlegering met de titel Wij leven gaan een samenspel aan met het binnenvallende licht.

## Afbeeldingen

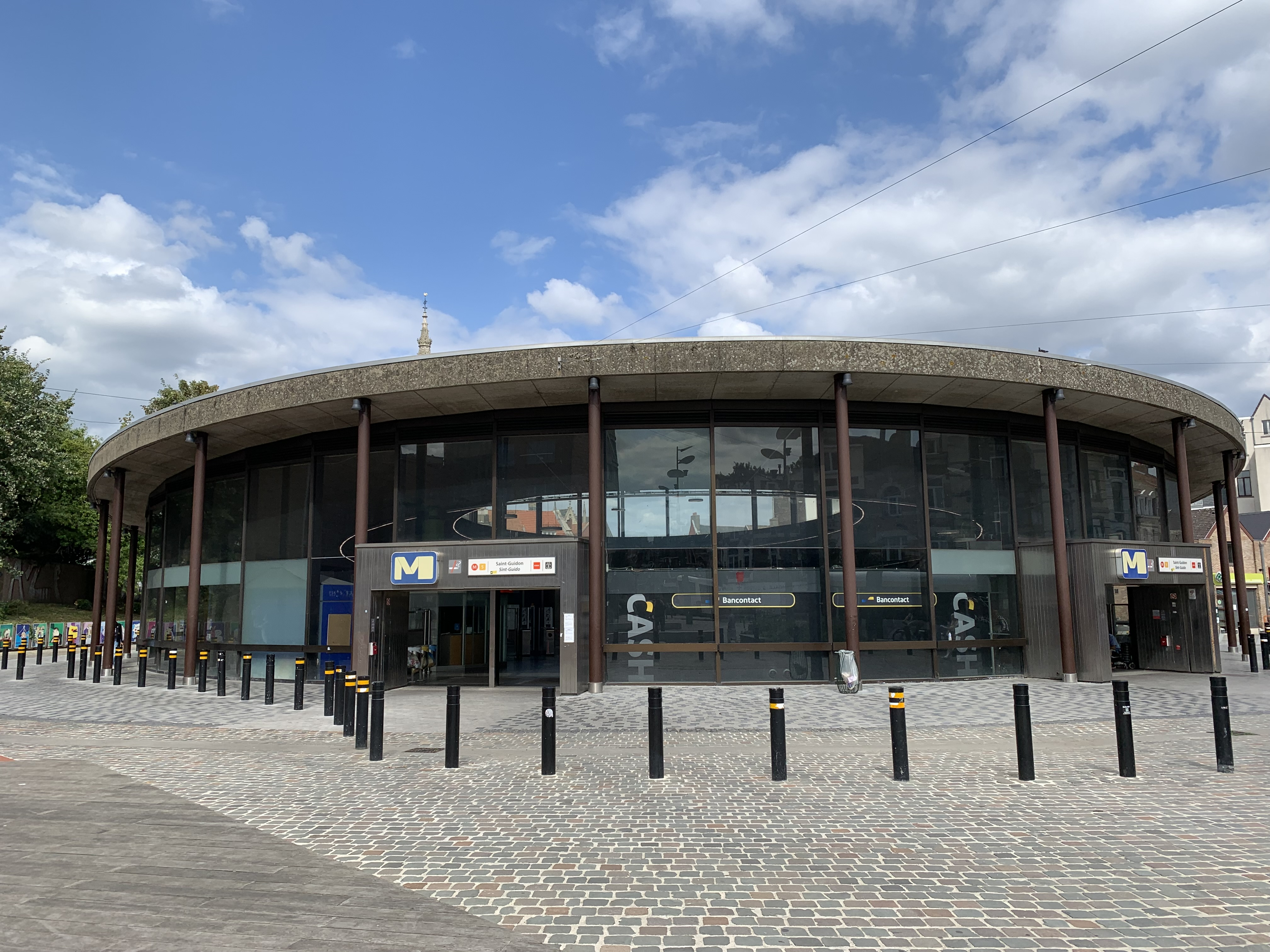
Toegangsgebouw van het metrostation.
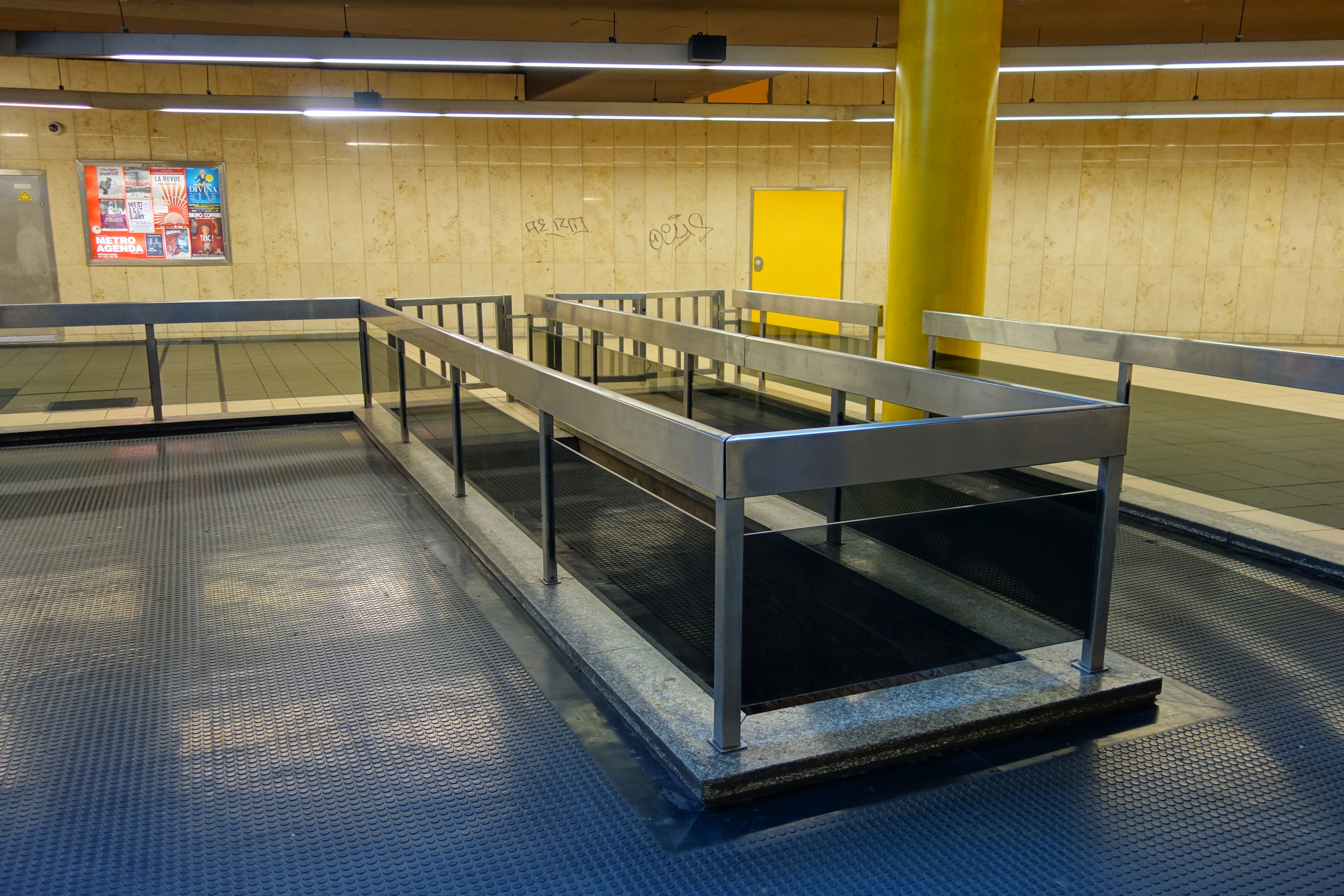
Trap naar het ongebruikte station op niveau -2.
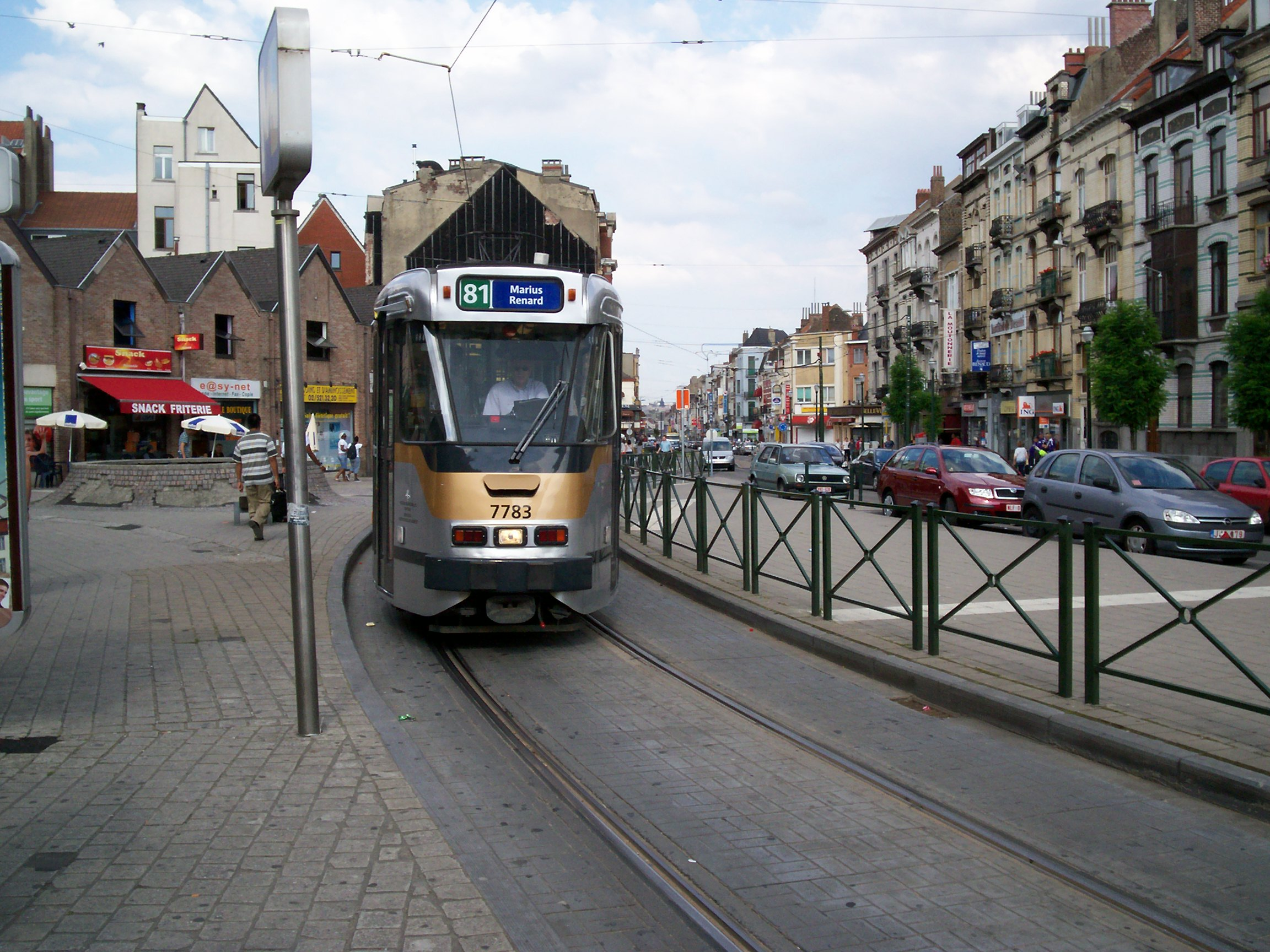
Aansluiting met de bovengrondse tramlijn 81.